# Гнилище (Гдовский район)
Гнилище — деревня в Гдовском районе Псковской области России. Входит в состав Чернёвской волости.
Расположена в 4 км к северу от волостного центра Чернёво.

## Население
Численность населения деревни на 2000 год составляла 4 человека, по переписи 2002 года — 7 человек.